# سار
منطقة سار منطقة تقع في المحافظة الشمالية وعلى بُعد 10 كيلوميتر تقريبا غرب العاصمة المنامة. ويحدها من جهة الشمال منطقة مقابة ومنطقة المرخ، ومن جهة الجنوب منطقة بوري ومنطقة عالي، ومن جهة الغرب منطقة القُريّة ومنطقة الجنبيّة، ومن جهة الشرق منطقة الشاخورة ومنطقة الحجر ومنطقة أبو قوّة.

## سبب التسمية
توجد عدة أقوال في سبب التسمية وهي:
1-أنها الكلمة السامية القديمة (سار) وتعني الأمير.
2- أن كلمة (سار) أتت من الكلمة الفارسية (سر) وتعني الرأس أو المكان المرتفع، حيث أن منطقة سار تتميز عن باقي المناطق التي تحوطها بالارتفاع في المستوى عن سطح البحر.
3- كلمة (سار) أتت من (السرور) أي الفرح والسعادة

## التاريخ
سار هو موقع المعبد المعروف باسم «معبد سار»، الذي بُني خلال عصر دلمون في تاريخ البحرين. يعتقد أن المعبد لعب دورًا مهمًا في الاحتفال بالانقلاب الصيفي. حيث أن الصيف يصل إلى نصف الكرة الشمالي كل 365 وربع يوم عندما تصل الشمس إلى أقصى نقطة شمالية في السماء. في العصور القديمة، كان الانقلاب الصيفي يعني بداية ما بين النهرين والعام الجديد العربي.
معبد دلمون يبلغ من العمر 4000 عام في البحرين. اكتشف عالم الآثار نبيل الشيخ من متحف آثار المنطقة الشرقية في الدمام، المملكة العربية السعودية قبل تسع سنوات أن المعبد كان به غرفة على شكل مثلث في الزاوية الشمالية الغربية تشير مباشرة إلى غروب الشمس على الانقلاب الصيفي وبالتالي كانت بمثابة بداية التقويم الشمسي لإمبراطورية دلمون. ذكرت صحيفة جلف ديلي نيوز الحدث

### الآثار
اكتشفت مستوطنة سار في مسح عام 1977، وحفر في 1977-1979 تحت إشراف محمد إبراهيم. بعض الأعمال غير المنشورة من قِبل البعثة البحرينية الأردنية المشتركة في سار في الثمانينيات. أُجريت رحلة لندن - البحرين الأثرية في سار بين عامي 1990 و 1999، بقيادة روبرت كيليك وجين مون وهاريت كروفورد.

### قطع أثرية من سار
تشمل القطع الأثرية الموجودة داخل المنازل الخطافات النحاسية، وعقيدات البيتومين، والعديد من الأصداف من المحار، بما في ذلك محار اللؤلؤ. حيث أن النحاس منتج في البحرين. القار المستورد من مواقع محاجر بلاد ما بين النهرين. تم العثور  على لؤلؤات البذور الصغيرة في الحفريات، وربما لصغرها الشديد لا يمكن استخدامها كزينة. عُثر على ما يقرب من 100 من الأختام المستخدمة في ختم العبوات والبالات والجرار في مستوطنة سار، و 48 أختامًا من مقبرة الدفن ذات الصلة: هذا أمر غير معتاد بالنسبة لمدينة صغيرة ولا مثيل له في البحرين. عُثر على أربعة أو خمسة أختام في منزل واحد. جميع الأختام من طراز دلمون المبكر ".

### تاريخ وعدد السكان
كانت مساكن أهالي قرية سار قديما تقع في شرق المقبرة الجنوبية حتى عام 1300هـ ونيف، إلا أنه وبسبب زحف الرمال والتي كانت المنازل على ارتفاع خمسة أمتار من الأرض أي تلة مما دفع الأهالي باختيار المكان الحالي للقرية، إلا وفي الآونة الأخيرة بدأت بيوت جديدة بالظهور على أطراف القرية.
يعلل الباحث التاريخي والتراثي الأستاذ علي أكبر بوشهري كلمة (سار) قائلا إن كلمة (سار) عربية وتعني الطين الأحمر والذي له علاقة قوية بالحضارة الفينيقية> والدلمونية أما الأهالي فيرجعونها أي كلمة سار إلى السرور والأشياء السارة.
وقرية سار الحالية تتكون من ستة مجمعات سكنية وهي: 515، 517، 521، 523، 525، 527، ويسكنها حوالي 417 أسرة بحرانية تضم 3109 نسمة منها 1594 ذكورا و 1515 إناثا حسب إحصائية 1991م .

## أشهر أحياء سار
- الحي الياباني وهو أرقى أحياء سار والبحرين ويوجد بهذا الحي المدرسة اليابانية
- حي الإنكليز وهو أيضا حي راقي

## المؤسسات الاجتماعية
- نادي سار الثقافي والرياضي:

مؤسسة تأسست في العام 1974، تُعنى بالشباب في سار والأنشطة الثقافية كالمسابقات والندوات بالإضافة للأنشطة الرياضية التي من أهمها كرة الطاولة، حيث يعتبر نادي سار أحد الأندية الرئيسية في البحرين، وحاز على دوري العموم في موسمين رياضيين 2003 و 2004، بالإضافة للمساهمة في لعبة كرة القدم.
- جمعية سار الخيرية:

عرفت جمعية سار الخيرية  باسم آخر قبل ذلك ، حيث كانت باسم صندوق سار الخيري ، وتأسس في عام 1993 و طبقا لأحكام قانون الجمعيات والأندية الاجتماعية والثقافية والهيئات الخاصة العاملة في ميدان الشباب والرياضة والمؤسسات الخاصة الصادرة بالمرسوم بقانون رقم (21) لسنة 1989م ، تأسس الصندوق لمد يد العون للفقراء والمحتاجين من أهل القرية، يقيم الصندوق أنشطة سنوية من أهمها الزواج الجماعي، وعمرة العيد.
وقد تم تحويل ( صندوق ساري الخيري ) إلى ( جمعية سار الخيرية ) وذلك وفق قرار رقم ( 13 ) لسنة 2023 ، المنشور في الجريدة الرسمية العدد 3671 الخميس 20 أبريل 2023
الرؤية :
ريادة في عمل الخير وتكافل اجتماعي .
الرسالة :
زرع أسس التكافل والتعاون بين أفراد المجتمع ، والعمل على تنمية المجتمع ، وتحقيق الحياة الكريمة للأسر المحتاجة .
أهدافنا:
1- تقديم المساعدات للأسر المحتاجة.
2- مساعدة المرضى المحتاجين في العلاج.
3- مساعدة الطلاب المحتاجين.
4- العمل على رفع تنمية المجتمع.
5- مساعدة الشباب على الزواج.
6- دعم بناء وترميم المساجد.
اللجان العاملة:
لجنة البحث الاجتماعي – لجنة التعليم والتدريب – لجنة الأنشطة – اللجنة الإعلامية – لجنة المساهمات والتبرعات – لجنة الشؤون المالية .
- مأتم سار للرجال:

## المؤسسات الإسلامية
هيئة التعليم الديني: هيئة تأسست عام 2005 لتدريس مختلف العلوم الإسلامية كالتجويد والفقه والأمور العبادية كالصلاة. تعتبر من أهم مؤسسات المجتمع في سار، ولها أنشطة كبيرة كمهرجان البر بالوالدين والدروس الدينية المنتظمة.

## المهن في القرية
- الفلاحة والزراعة: عُرفت عن أرض القرية بأنها أرض خصبة صالحة للزراعة، لذلك خلقت هذه البيئة الجيدة حرفة الفلاحة والزراعة التي عمل بها الكثير من أهالي القرية قديما.
- الغوص: وهي من مهن الأجداد أيضا ومن أشهرها في البحرين في تلك الأيام، وهي من أصعب> المهن لما بها من شقة، وقد عمل في مجموعة من الأهالي طلبا للقمة العيش
- الرعي: وقد مارسها العديد من الأهالي نظرا لوجود> الظروف المناسبة لهذه المهنة
- تجارة القماس (البزاز): وهي بيع القماش وكان البزاز يدور بهذه البضاعة على حمار من قرية إلى أخرى ترويجا> لبضاعته
- النجارة: مهنة صاحبت التطور وفي ذلك الزمن عمل بها مجموعة من الأهالي
- الحلاقة: وهي ليست الحلاقة المعهودة في عصرنا الحاضر بل هي بطريقتهم الخاصة وهي غزالة جميع> شعر الرأس طلبا لتجديد الشعر،
- البناء: بعد التطور الذي طرأ على القرية وامتداد العمران برزة الحاجة إلى البنائين